# 列車交換

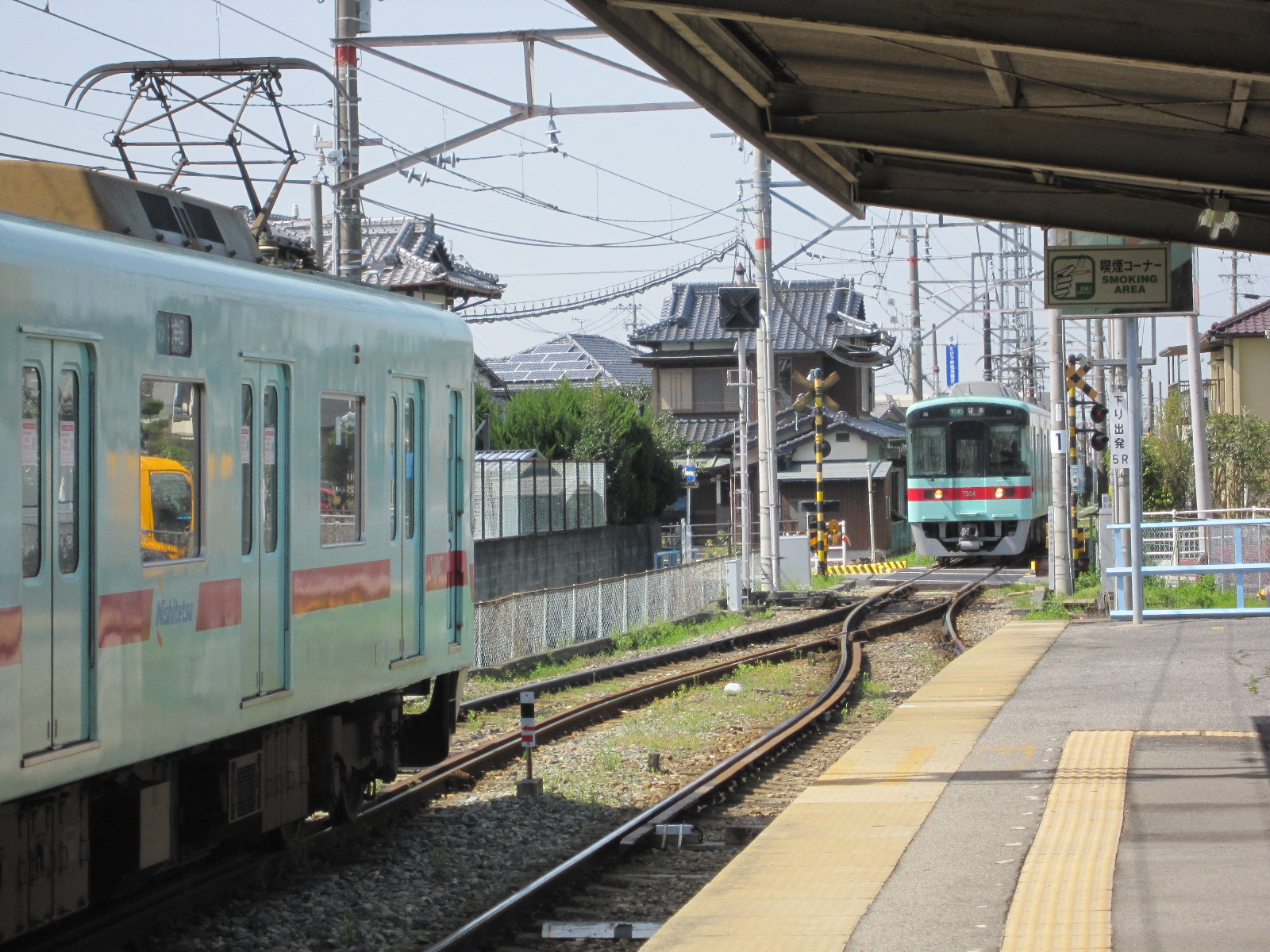
列車交換の様子（西鉄甘木線北野駅）。左側の列車が停車し、右奥の列車の進入を待っている。右奥の列車は右側の線路に進入する

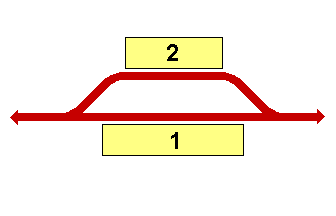
交換駅の配線例

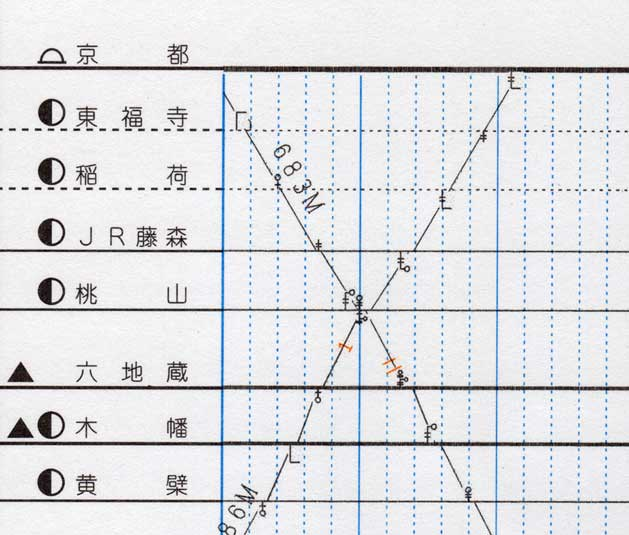
列車運行図表では単線の場合交差の箇所（桃山駅）が列車交換を表す（西日本旅客鉄道奈良線）

列車交換（れっしゃこうかん）とは、鉄道の単線区間において停車場（駅または信号場）を用いて列車同士が行き違い（離合）することである。列車交換を行うための停車場を交換施設と呼び、構内に2線以上の線路を必要とする。複線以上の区間における離合はこれに該当しない。
旅客向けの車内放送では「列車の行き違い」「（対向）列車の待ち合わせ」などと言い換えがなされる。
スタフ閉塞式やタブレット閉塞式などの閉塞方式などを導入している路線でスタフなどを交換したことが語源だが、自動閉塞式や特殊自動閉塞式などの閉塞方式においても、業界用語として使用され続けてている。

## 概要
単線は複線と異なり2つ以上の列車を走行させるとそのままでは正面衝突してしまうため、途中に2つ以上線路を設置した部分（交換施設）を設け、そこで安全に行き違いを行うことにより、単線でも運行本数を増やすことができるものである。
単線区間で正面衝突を避けるためには確実に列車交換を行わなければならず、1つの閉塞区間に2つ以上の列車が進入することがないよう確実性・安全性の高い保安装置が必要となる。
交換施設の数が多いほど、その区間における列車の運行頻度を一定まで高めることができる反面、施設の維持管理やそれにかかる費用面では不利であり、また、メリットも複線のそれには及ばず、幹線や大都市近郊など一定以上の需要が確実である区間では複線化に取って代わられる。
一方、用地確保の問題や本質的な改良が行えない高架化において複線化を行うことが困難な場合、1 - 2km程度の短い間隔で交換施設を設置し、全ての交換施設を活用することによって極限まで本数を増やしている路線もある。日本の湘南モノレール江の島線（7.5分間隔）、伊豆箱根鉄道大雄山線（12分間隔）などがそうである。
乗務員が携帯する時刻表などには、列車の交換を意味する×印を記載している事業者がある。これは列車運行図表上で、単線区間において列車交換する場合、ちょうど×印になるためであり、クロスとよばれる。

## 交換施設
交換施設は単線の途中において部分的に2線以上設けた場所、即ち列車交換を行う場であり、列車交換設備、離合設備などとも呼ぶ。旅客扱いの有無によって駅と信号場に分けられるが、このうち駅の場合は交換駅と呼ぶ。
- 駅（交換駅） - 貨物・旅客扱いのあるもの
- 信号場 - 貨物・旅客扱いのないもの

### 保安設備
交換施設は単線区間での閉塞の分け目となるため、大半の交換施設はいくつかの保安設備を有する。設備は閉塞方式が自動閉塞方式か非自動閉塞方式かによって下記項目のように異なる。近年に整備された交換施設では、安全側線などいくつかの設備が省略されていることもある（安全性の高いATS-Pや自動列車制御装置（ATC）の採用などによる）。

#### 自動閉塞方式・非自動閉塞方式共通
- 安全側線※
- 安全側線緊急防護装置※
- 自動列車停止装置（ATS）
- 出発信号機
- 場内信号機
- 信号扱所※（自動閉塞方式で列車集中制御装置（CTC）を採用している場合は、CTCセンターあるいは運転指令所からの遠隔制御となる）

※の設備は省略または他の設備が使用されることがある。

#### 非自動閉塞方式のみ
以下の3つのものは連査閉塞式、連動閉塞式では用いられない。
- スタフ（スタフ閉塞式の場合）
- 通券函（票券閉塞式の場合）
- タブレット閉塞機（タブレット閉塞式の場合）

### 一線スルー配線
特急などの優等列車が運転される路線の交換施設では、分岐器による急カーブがスピードアップの障害となる。このため、全列車の停車駅などの一部を除き一線スルー化が行われる。

### 交換駅の棒線化

棒線化された吉浜駅の配線。
以前は島式1面2線だったのを片方1線のみにしたため、ホーム前後でカーブが生じている。

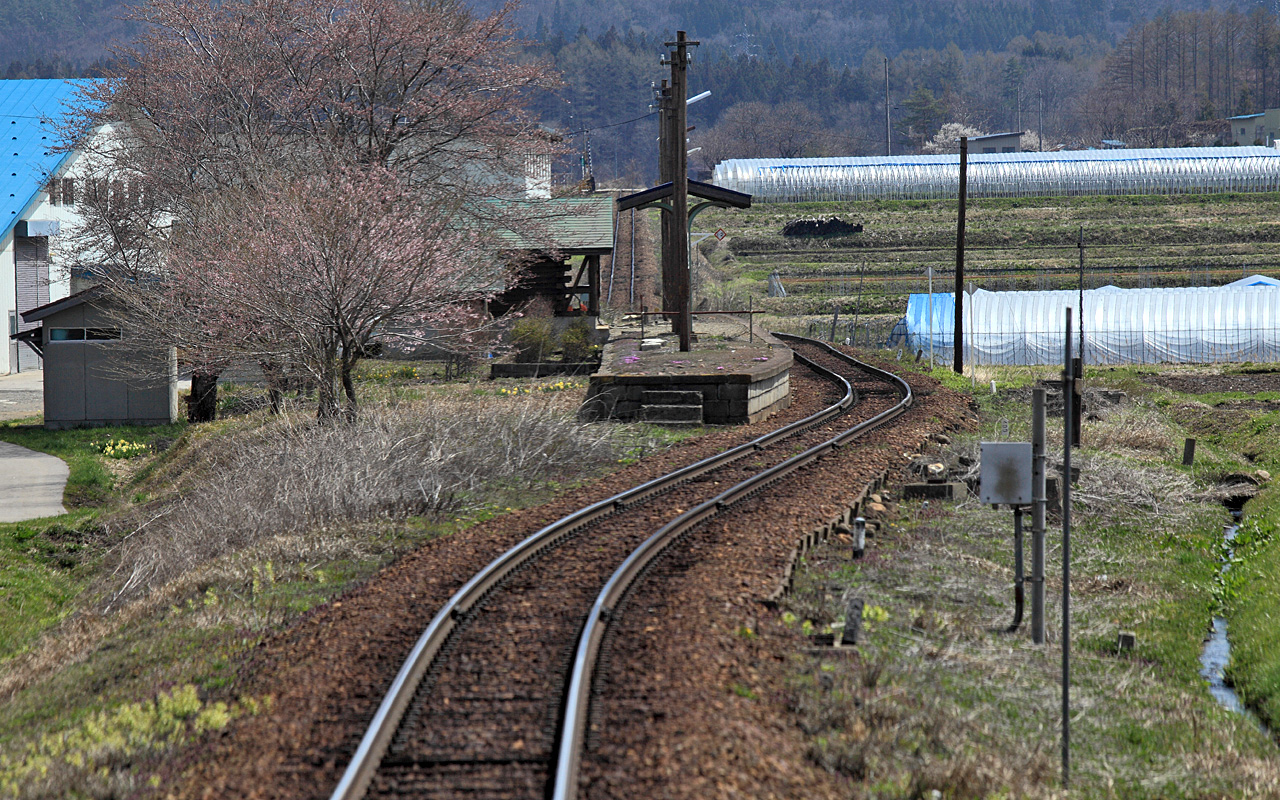
会津鉄道会津線、会津長野駅の例。駅舎側の線路を廃止し、新設した駅舎・待合室の床をホームと同じ高さとしている。

交換施設を持たない駅を棒線駅といい、既存の交換施設を撤去することを棒線化という。かつては自動化や遠隔操作に関わる技術が確立されていなかったため、また、その当時の名残のため、交換施設を持つ各駅毎に係員を配置し、信号操作や進路操作を担当させる必要があった。このため、利用者や列車本数の減少などに伴う合理化を目的として、利用者の少ない駅が棒線化されることがある。ホームが1面1線しかないにもかかわらず、駅の前後の線路に一見不必要な緩く短いS字形（または逆S字形）カーブがある場合は、かつてその場所に分岐器があり、その駅に交換施設があった名残であることが多い。
ただし、地形や用地の事情によるなど交換施設とは直接関係ないことや、逆に将来の行き違い線の設置を見込んで最初からこのような構造になっている場合もあり、後者の事例として若桜線は国鉄時代には路線自体が1つの閉塞で全駅行き違い不可だったが、中間の全駅に行き違い用の用地があり、本線はSカーブを描いていた。このうちの八東駅は第三セクター後の2020年に実際に行き違い設備が設置されている。
一度棒線化された交換施設そのものが復元されることは稀であるが（例として函館本線の目名駅、南海高野線の下古沢駅がある）、後年の複線化の際に、跡地や残存していた旧施設の一部が再活用される例はある。
また、バリアフリー化のため、交換施設の跡地をエレベーター・スロープ・多目的トイレの設置スペースに転用することもある。

### その他
西日本旅客鉄道（JR西日本）の米子支社では、縁結びで知られる出雲大社への参拝での利用が多い伯備線（特に特急やくも号）の乗客からの指摘を受け、単線区間の駅などで列車が通過待ちや交換する際、これまで車掌が車内放送で使ってきた「行き違いのため停車します」というアナウンスを「待ち合わせのため停車します」に改めた。
神戸新交通ポートアイランド線（ポートライナー）の中埠頭駅は単線区間で島式ホーム1面2線を持つ駅だが、この区間は一方通行のため列車交換を目的とした駅ではない。この駅は車庫（中埠頭車両基地）所在地の駅のためこのような構造になっている。